# 丁克家
丁克家（1813年—1873年），諱碗來，字鎮業，號純良，本籍福建晋江陳棣鄉。是清代臺灣知名商人及孝子，曾立有孝子坊。其孝行事蹟曾被拍攝成電視連續劇，且被收入吳延環編撰的《三十六孝》一書中。

## 生平
清道光五年（1925年），十三歲的丁克家與三兄丁克邦一起來臺探望在臺灣鹿港經商的父親丁樸實，當時丁樸實已經六十三歲。後來丁克邦返回福建，丁克家則繼承父業留在鹿港經商，先是經營雜貨買賣，後來開設船頭行，以「協源」為商號，是鹿港泉郊成員之一。
丁克家相當重視後代的教育，聘請老師到家中教子。其中六子丁壽泉登光緒六年（1880年）庚辰殿試第三甲第四十八名進士，特別知名。
同治十二年（1873年），丁克家逝世。

## 事蹟與紀念
丁克家父親丁樸實晚年中風全盲，丁克家在他身旁照顧。而因為丁樸實喜歡聽戲，於是丁克家白天經商，晚上則「夜引其父聽戲」。某日鄰居家失火，丁克家欲揹著父親逃難，但大門外已是熊熊大火，丁克家不敢冒著大火逃出，而待在庭中。不久火勢被撲滅後，周邊只有丁家獨存，眾人乃認為是丁克家的孝行感天，而能幸免於難。
光緒六年（1880年）彰化士紳蔡德芳等人將丁克家的孝行事蹟上報，而後清廷下旨建坊，並讓他入祀孝悌祠。丁克家孝子坊為清代臺灣旌建的五座孝子坊之一，但已經不存。
民國時期，華視在1979年播放《丁克家孝行》的連續劇。中華郵政在1982年發行的「中國民間故事郵票」郵票中的5元郵票「侍疾救父：清丁純良」即是取材自丁克家的孝行事蹟。